# گیگی پریش
گیگی پریش (انگلیسی: Gigi Parrish؛ ۳۰ اوت ۱۹۱۲ – ۸ فوریهٔ ۲۰۰۶) یک هنرپیشه اهل ایالات متحده آمریکا بود.